# Juan Simeón Vidarte y Franco Romero
Juan Simeón Vidarte y Franco Romero  (Llerena, 8 de maig de 1902 - Mèxic, 29 d'octubre de 1976) va ser un advocat i polític socialista extremeny. Va ser sotssecretari general del PSOE entre 1932 i 1939, i secretari del Congrés dels Diputats durant la primera legislatura de la Segona República (1931-1933).

## Biografia
Vidarte va arribar a Madrid en 1918 per estudiar Dret. Durant la dictadura de Primo de Rivera es va iniciar en la maçoneria i es va afiliar, en les acaballes del període, a les Joventuts Socialistes, ingressant en el PSOE, a través de l'Agrupació Socialista Madrilenya, a principis de 1930. Dins de l'organització juvenil, va ser vocal en la direcció nacional (1930 a 1932) i subsecretari (1932 a 1934).
Pertanyia al sector centrista del PSOE, liderat per Indalecio Prieto. Al XIII Congrés del partit, celebrat a l'octubre de 1932 va ser triat sotssecretari de la Comissió Executiva del PSOE, sota la presidència de Francisco Largo Caballero, ja que va ocupar fins a la fi de la Guerra Civil i la desarticulació de la direcció socialista.
Durant el període republicà, va ser triat tres vegades consecutives diputat per la província de Badajoz, a les eleccions de 1931 (amb 127.419 vots), 1933 (amb 137.023 vots) i 1936 (amb 168.069 vots de 409.878 electors, resultant el cinquè candidat més votat després de José Aliseda Olivares). La seva activitat parlamentària va ser intensa: va ser secretari primer de les Corts i membre de la Comissió de Govern Interior durant la legislatura 1931-1933; membre de la comissió de Reglament durant la legislatura 1933-1936; i de les Comissions de Governació, d'Incompatibilitats, de Justícia (suplent i titular) i de la d'Actes i Qualitats en la legislatura 1936-1939. Va ser també vocal del Jurat Mixt de Telèfons i vicepresident del Consell de Corporació de Banca (per designació del ministre de Treball Francisco Largo Caballero), durant la primera legislatura republicana, i fiscal del Tribunal de Comptes de la República des de juny de 1936.
Durant la Guerra Civil, i com a membre de la Comissió Executiva del PSOE, ja controlada totalment per la facció centrista, així com amic personal tant de Prieto com de Negrín, va tenir responsabilitats governamentals des de la constitució del primer govern de Largo Caballero, al setembre de 1936. Després del nomenament de Juan Negrín, com a Ministre d'Hisenda, va formar part del seu gabinet, com a responsable de missions especials davant bancs estrangers. Amb l'arribada de Negrín a la presidència del Consell, Vidarte va ser sotssecretari del Ministeri de la Governació amb Julián Zugazagoitia de titular. Va ser també ministre plenipotenciari del Govern de la República a Mèxic (enviat al setembre de 1937 pel president del Consell, el doctor Negrín, per fer gestions davant el president Lázaro Cárdenas perquè Mèxic acollís als refugiats republicans espanyols en cas que es perdés la guerra) i cònsol general d'Espanya a Tànger. L'1 de febrer de 1939 va ser un dels diputats que van participar en la reunió de Corts del castell de Figueres, l'última realitzada per les corts republicanes en territori espanyol.
Acabada la Guerra, es va exiliar a Mèxic, on va arribar des del nord d'Àfrica en 1941. En l'exili es va mantenir apartat de l'activitat política, si bé va ser expulsat del partit juntament amb altres 35 partidaris de Negrín a l'abril de 1946, i es va dedicar a escriure les seves memòries i records (publicades des de 1973 a 1978 en quatre volums) i a l'activitat maçònica.
El 24 d'octubre de 2009, en un acte celebrat a la seu del PSOE a Madrid, es va procedir al lliurament de carnets dels rehabilitats, recollint el seu la seva filla Diana Vidarte de Linares neta de Joan Linares i Delhom, vinguda des de Mèxic de mans d'Alfonso Guerra i Leire Pajín (Secretària d'Organització),d'acord amb una Resolució del 37 Congrés Federal celebrat a Madrid al juliol de 2008, va ser readmès a títol pòstum en el PSOE, juntament amb altres 35 afiliats expulsats en 1946, entre els quals hi havia noms com Juan Negrín, Ramón Lamoneda Fernández, Amaro del Rosal Díaz o Max Aub.

## Publicacions
- Tempestad en África. De Gaulle contra Petain, México, 1941
- Ante la tumba de Lázaro Cárdenas, México, 1971
- Todos fuimos culpables. Testimonio de un socialista español, México, 1973. Edición posterior en España, Barcelona, Grijalbo, 1978
- Las Cortes constituyentes de 1931-1933, Barcelona, Grijalbo, 1976
- No queríamos al Rey: testimonio de un socialista español, Barcelona, 1977
- El bienio negro y la insurrección de Asturias: testimonio, Barcelona, 1978
- Pròleg del llibre de Ramón Martínez Zaldua, Historia de la Masonería en Hispanoamérica ¿Es o no Religión la Masonería?, Costa Amic Editor, 1968.